# František Vláčil
František Vláčil (Český Těšín, 19 februari 1924 – Praag, 28 januari 1999) was een Tsjechisch filmregisseur.

## Levensloop
František Vláčil studeerde kunstgeschiedenis aan de Masaryk Universiteit Brno. Hij werkte later in verschillende groepen en ateliers, maar hij ging zich vooral toeleggen op speelfilms. Vláčil won meerdere filmprijzen zoals de prijs van het filmfestival van Karlsbad in 1998. Zijn hoofdwerk Marketa Lazarová (1967) geldt als een hoogtepunt uit de Tsjechische cinema.

## Filmografie
- 1960: Holubice
- 1961: Ďáblova past
- 1967: Marketa Lazarová
- 1967: Údolí včel
- 1969: Adelheid
- 1973: Pověst o stříbrné jedli
- 1976: Dým bramborové natě
- 1977: Stíny horkého léta
- 1979: Koncert na konci léta
- 1981: Hadí jed
- 1983: Pasáček z doliny
- 1984:  Stín kapradiny
- 1987: Mág